# Gastrancistrus pseudocitripes
Gastrancistrus pseudocitripes is een vliesvleugelig insect uit de familie Pteromalidae. De wetenschappelijke naam is voor het eerst geldig gepubliceerd in 2011 door Özdikmen.